# Nephodia inversa
Nephodia inversa là một loài bướm đêm trong họ Geometridae.